# Albertsthal (Engelskirchen)
Albertsthal ist ein Ort in der Gemeinde Engelskirchen im nordrhein-westfälischen Oberbergischen Kreis in Deutschland.

## Lage und Beschreibung
Der Ort liegt im Westen von Engelskirchen im Tal der Agger an der Bundesstraße 55. Nachbarorte sind Steeg, Ohl und Grünscheid.

## Geschichte
In der topografischen Karte von 1933 ist der Ort erstmals verzeichnet.